# Карконоський повіт
Карконоський повіт (пол. powiat karkonoski) — один з 26 земських повітів Нижньосілезького воєводства Польщі.
Утворений 1 січня 1999 року в результаті адміністративної реформи. До 31 грудня 2020 року називався Єленьогурським повітом (пол. powiat jeleniogórski)..

## Загальні дані
Повіт знаходиться у південно-західній частині воєводства. Адміністративний центр — місто Єленя-Гура (не входить до складу повіту).
Станом на 1.01.2008 населення становить 63 824 осіб, площа 627,14 км².

## Демографія
Демографічні дані повіту станом на 30.06.2005:
|       | Всього | Всього | Жінки  | Жінки | Чоловіки | Чоловіки |
| ----- | ------ | ------ | ------ | ----- | -------- | -------- |
|       | осіб   | %      | осіб   | %     | осіб     | %        |
| Повіт | 63 945 | 100    | 33 462 | 52,3  | 30 483   | 47,7     |
| Міста | 30 704 | 100    | 16 390 | 53,4  | 14 314   | 46,6     |
| Села  | 33 241 | 100    | 17 072 | 51,4  | 16 169   | 48,6     |